# Сыта

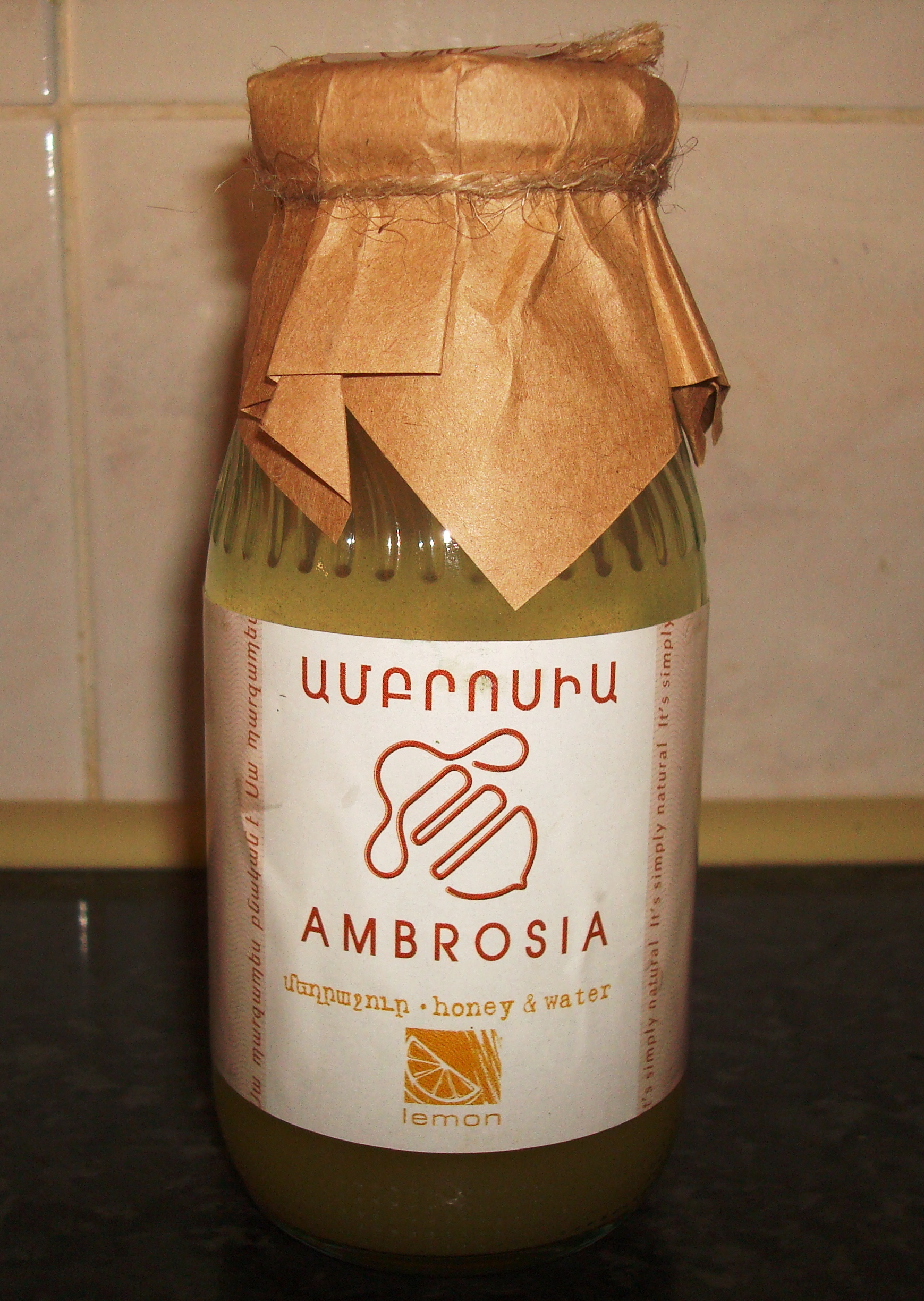
Бутылка сыты из Армении

Сыта (сыть, иногда канун) — вода, подслащённая мёдом, медовый взвар, разварной мёд на воде. Использовалась для приготовления любимых у восточных славян сладких лакомств (сытников). С сытой ели кутью и овсяный кисель, ею могли кормить души умерших. В народе говорили: «Сыченное — медовое, сытить — подсластить мёдом, сыченные мёды — дважды перебродившие». В Белоруссии сыта с покрошенной булкой называлась канун и было поминальным блюдом.

## Этимология
Существительное сыта — общеславянское. С аналогичным значением оно присутствует в украинском (сита), белорусском (сыта), в сербском (сита), в польском (syta) языках.
Прилагательное сытый (сытъ, -та, -то) в форме сꙑтъ встречается в XI веке. Это слово зафиксировано в «Старославянском словаре»: «сытъ, ыи прил. сытый: гладивая сия ненасыштеная яже николиже своимъ нѣста сыта (Супрасльская рукопись)».
Общепринятой этимологии слово сыта не имеет. А. И. Лазаренко, подробно рассмотев этот вопрос, считает наиболее вероятной гипотезу о происхождении общеславянского *sytъ от индоевропейского корня *seu-/*sū-. Подобная этимологизация прилагательного сытый делает достоверной его связь с существительным сыта. Семантика: «сок, влага / выделять сок» (индоевропейский *seu-/*sū-) → поглощать сок / жидкую пищу (индоевропейский и, возможно, общеславянский глагол со значением «сосать») → насыщаться, быть сытым (общеславянское *sytъ) → насыщенная вода или вода, делающая сытым (syta voda → syta).

## Традиции
Сыта была одним из основных продуктов поминальной трапезы (наряду с кутьёй, овсяным киселём, блинами). У восточных славян бытовал обычай после похорон оставлять на столе сыту и для души умершего: «После похорон старухи всю ночь караулят душу умершего, поставив на стол сыту; верили, что душа прилетит в образе мухи и будет пить приготовленный для неё напиток». Белорусы при посещении кладбища на Радуницу поливали могилы водкой и сытой.
В Древней Руси «рассытенный» мёд был популярным напитком, который употреблялся после еды. Вероятно, отсюда и возникло слово «насытился», «наелся до сыта».
Один из рецептов приготовления сыты заключался в заливании кипятком медовых сотов, заложенных в бочку. После растворения мёда в воде напиток процеживался от воска и употреблялся в охлаждённом виде.
По другому рецепту, для получения сыты мёд, порой даже в сотах, заливали тёплой водой (до +30 °C), но не горячей, так как иначе начинал плавиться воск в сотах. Иногда сыту уваривали на огне, для вкуса могли добавлять травы, пряности, хмель.